# Jermaine Dupri
Jermaine Dupri Mauldin (noto anche come JD) (Atlanta, 23 settembre 1973) è un rapper e produttore discografico statunitense.

## Biografia
Dupri è fondatore e presidente della sua etichetta discografica, la So So Def Recordings, che è stata l'etichetta di artisti come Da Brat, Jagged Edge e Xscape. Anche giovani rapper hanno trovato spazio presso JD, tra i quali Kris Kross e Bow Wow. Dupri guadagnava anche scrivendo testi per altri artisti.
Dupri fondò il marchio nel 1994 come impresa congiunta con la Columbia Records, e la sua prima stella fu Da Brat. Per il futuro erano inclusi molti artisti: Dem Franchize Boyz, T Waters, SunNY, Xscape, The Ghost Town DJs, INOJ, Jagged Edge, Lil' Bow Wow, The Kid Slim, Young Capone, 3LW, J-Kwon e Anthony Hamilton.
Scrivendo e producendo, a Dupri mancava solo da intraprendere la carriera da artista; nel 1998 pubblicò il suo primo lavoro, Life in 1472, il quale contiene tracce come Money Ain't a Thing (con Jay-Z) e The Party Continues. Tre anni dopo pubblicò Instructions (2001), dal quale venne estratto il singolo di grande successo Welcome to Atlanta con Ludacris. Ballin' Out of Control, l'altro pezzo tratto dall'album, non ottenne il medesimo successo, nonostante fosse abbastanza buono.
Nel 2003, Dupri fu nominato presidente della Arista Black Music e lì si spostò con gli artisti della sua etichetta So So Def. Un anno dopo Dupri ottenne la vicepresidenza presso la Urban Music (Virgin Records), spostandosi un'altra volta con il suo organico alla Virgin. Intanto, JD comprò la distilleria "3 Vodka" e aprì un ristorante, il "Cafe Dupri".
Nel 2004 e 2005 Dupri si dedicò all'R&B, lavorando con Usher e Mariah Carey nei rispettivi album Confessions e The Emancipation of Mimi. Produsse molti dei successi di quegli anni, tra cui You Make Me Wanna, Burn, Confessions, Pt. 2 e My Boo di Usher e It's like That, We Belong Together, Shake It Off, Get Your Number e Don't Forget About Us di Mariah Carey.
Inoltre produsse Radio di Jarvis, With Me delle Destiny's Child, Control Myself di LL Cool J e Jennifer Lopez e molti altri.
Nel 2005 pubblicò Jermaine Dupri presents...Young, Fly & Flashy, Vol. 1., un album-riassunto di tutte le sue produzioni e le collaborazioni.

## Vita privata
È stato fidanzato fino al 2009 con la cantante Janet Jackson.

## Discografia

### Album in studio
- 1996 – 12 Soulful Nights of Christmas
- 1998 – Life in 1472
- 2001 – Instructions
- 2005 – Da Bottom, Vol. 5
- 2005 – Young, Fly & Flashy, Vol. 1

### Singoli
- 1997 – We Just Wanna Party With You (con Snoop Dogg)
- 1998 – With Me (con le Destiny's Child)
- 1998 – Money Ain't a Thang (con Jay-Z)
- 1998 – Sweetheart (con Mariah Carey)
- 1998 – The Party Continues (con Da Brat e Usher
- 1999 – Going Home with Me
- 2000 – I've Got to Have It (con Nas & Monica)
- 2001 – Ballin' Out of Control (con Nate Dogg)
- 2002 – Welcome to Atlanta (con Ludacris)
- 2002 – Girlfriend (con Alicia Keys)
- 2005 – Gotta Getcha
- 2005 – I Think They Like Me (con Dem Franchize Boyz, Da Brat e Bow Wow)
- 2005 – Get Your Number (con Mariah Carey)
- 2005 – Fresh Azimiz (con (Bow Wow e J-Kwon)
- 2006 – Feelin' You (con 3LW)
- 2006 – Dem Jeans (con Chingy)
- 2007 – I'm Throwed (con Paul Wall)

### Produzioni
- 1995 – Always Be My Baby  (Mariah Carey)
- 1997 – You Make Me Wanna (Usher)
- 1997 – My Way (Usher)
- 1997 – Nice and Slow (Usher)
- 1997 – I Just Wanna Party with You (Snoop Dogg & Jermaine Dupri)
- 1998 – The First Night (Monica)
- 1998 – With Me (Destiny's Child)
- 1998 – Money Ain't a Thang (con Jay-Z)
- 1998 – Sweetheart (con Mariah Carey)
- 1998 – The Party Continues (con Da Brat & Usher)
- 1998 – Traces of My Lipstick (Xscape & Foxy Brown) (non pubblicato)
- 1999 – Come Home with Me
- 2000 – Let's Get Married (Jagged Edge)
- 2000 – Get None (Tamar Braxton, Jermaine Dupri & Amil)
- 2001 – Where Da Party At? (Jagged Edge & Nelly)
- 2001 – Ballin' Out of Control (con Nate Dogg)
- 2002 – Welcome to Atlanta (con Ludacris)
- 2003 – Wat Da Hook Gon Be (Murphy Lee & Jermaine Dupri)
- 2004 – U Should've Known Better (Monica)
- 2004 – Burn (Usher)
- 2004 – Confessions Part II (Usher)
- 2004 – My Boo (Usher & Alicia Keys)
- 2005 – Gotta Getcha
- 2005 – It's like That (Mariah Carey)
- 2005 – We Belong Together (Mariah Carey)
- 2005 – Shake It Off (Mariah Carey)
- 2005 – Get Your Number (Mariah Carey & Jermaine Dupri)
- 2005 – Let Me Hold You (Bow Wow & Omarion)
- 2005 – Like You (Bow Wow & Ciara)
- 2005 – I Think They Like Me (Remix) (Dem Franchize Boyz, Jermaine Dupri, Da Brat, & Bow Wow)
- 2005 – Don't Forget About Us (Mariah Carey)
- 2005 – Grillz (Nelly, Paul Wall, Ali & Gipp)
- 2005 – Fresh Azimiz (Bow Wow, J-Kwon & Jermaine Dupri)
- 2006 – Control Myself (LL Cool J & Jennifer Lopez)
- 2006 – Everytime Tha Beat Drop (Monica & Dem Franchize Boyz)
- 2006 – Pullin' Me Back (Chingy & Tyrese)
- 2006 – Call on Me (Janet Jackson & Nelly)
- 2006 – So Excited (Janet Jackson & Khia)
- 2006 – With U (Janet Jackson)
- 2006 – Stunnas (Jagged Edge & Jermaine Dupri)
- 2006 – Shortie Like Mine (Bow Wow featuring Chris Brown)
- 2006 – On Some Real Shit (Daz Dillinger & Rick Ross)
- 2006 – Dem Jeans (Chingy & Jermaine Dupri)
- 2007 – Outta My System (Bow Wow & T-Pain)
- 2007 – Lil Love (Bone Thugs N Harmony, Mariah Carey & Bow Wow)
- 2007 – I'm Throwed (Paul Wall & Jermaine Dupri)

## Filmografia

### Cinema
- Un ragazzo tutto nuovo (The New Guy), regia di Ed Decter (2002)
- Brown Sugar, regia di Rick Famuyiwa (2002)

### Televisione
- Tutti al college (A Different World) – serie TV, episodio 6x11 (1992)
- Moesha – serie TV, episodio 2x10 (1996)
- Carmen: A Hip Hopera, regia di Robert Townsend – film TV (2001)
- Love & Hip Hop Atlanta – reality show (2015)
- Black-ish – serie TV, episodio 1x17 (2015)
- La magia del Natale con Mariah Carey (Mariah Carey's Magical Christmas Special), regia di Hamish Hamilton – speciale TV (2020)
- Genius – serie TV, episodio 3x01 (2021)
- Janet Jackson – docuserie (2022)